# Fenton (West Lindsey)
Pour les articles homonymes, voir Fenton.
Fenton est une paroisse civile et un village du Lincolnshire, en Angleterre.